# Euriphene fulgurata
Euriphene fulgurata är en fjärilsart som beskrevs av Aurivillius 1904. Euriphene fulgurata ingår i släktet Euriphene och familjen praktfjärilar. Inga underarter finns listade i Catalogue of Life.